# Joep van der Linden
Joep van der Linden (21 februari 1972) is een voormalige Nederlandse voetballer. De centrale verdediger speelde in het seizoen 1991-1992 drie wedstrijden voor N.E.C.. Daarbij scoorde hij één keer.
Hij speelde verder voor De Treffers, 1. FC Kleve, SV AWC en DIO '30. Hij trainde de hoogste jeugd bij AWC voor hij in 2020 trainer werd bij WVW Weurt.